# Àscari
Pour les articles homonymes, voir Ascari.
L’àscari (arabe : عسكري, ʿaskarī, " soldat ") était un soldat érythréen en Afrique orientale italienne (Africa Orientale Italiana - AOI), recruté comme élément régulier dans le Corps royal des troupes coloniales (Regi Corpi Truppe Coloniali - RCTC), les forces coloniales italiennes en Afrique. Il a donc également été utilisé pour désigner les soldats recrutés dans d'autres colonies africaines italiennes, parmi les Somaliens, les Ethiopiens et les Berbères.

## Histoire
Le corps militaire est issu d'un important groupe de mercenaires, l'armée Hassan, plus connue sous son nom turc de Basci Buzuk ("têtes folles"). Cette bande armée a été fondée en Erythrée par Sangiak Hassan, un aventurier albanais qui entendait se mettre au service des écuyers locaux.

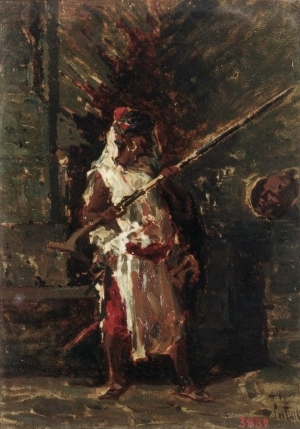
Askari, Mariano Fortuny, 1860

En 1885, le colonel Tancredi Saletta, chef du premier corps expéditionnaire italien en Afrique orientale, achète les Basci Buzuk, armes, femmes et enfants compris. Le 30 avril 1885, l'Albanais Osman, commandant des Basci Buzuk, est chargé de recruter 100 irréguliers pour servir dans le corps spécial pour l'Afrique.
Ils sont ensuite recrutés comme réguliers en 1887 par le général Antonio Baldissera, employé par le ministère des Colonies. Les indigènes constituent la seule force faible, les cadres sont des Italiens. En 1889, avec la création des quatre premiers bataillons érythréens, les Basci-buzuk ont été rebaptisés "ascari".
Les ascaris ont été recrutés à l'origine en Erythrée et en Arabie du Sud. Ils ont ensuite été recrutés dans toutes les colonies africaines italiennes, parmi les Somaliens, les Ethiopiens et les Berbères. Pour être enrôlés, ils devaient passer un test de marche d'environ 60 km. Leur discipline était très stricte, surtout lorsqu'elle était enseignée par leurs propres diplômés, connus sous le nom de Sciumbasci, qui faisaient un usage libéral du "curbasc", un fouet en peau d'hippopotame utilisé pour les châtiments corporels. Bien qu'il s'agisse de troupes régulières, ils pouvaient traditionnellement emmener avec eux leurs familles, qui vivaient avec les troupes dans les camps.
Ils étaient organisés en "bataillons indigènes", initialement composés de quatre compagnies ; chaque compagnie était divisée en deux demi-compagnies (chacune sous les ordres d'un shiumbasci ; la demi-compagnie pouvait compter de un à quatre bulucs (sous les ordres d'un bulucbasci). Lorsque la colonie de la Somalie italienne a été officiellement établie avec son propre RCTC en 1908, pour distinguer les " bataillons indigènes " des deux corps, ils ont pris respectivement les noms de " bataillon indigène érythréen " (ou " bataillon érythréen ") et de " bataillon arabo-somalien ". Lorsque finalement, après la conquête de l'Éthiopie, l'Empire est proclamé, tous les bataillons prennent le nom de "Bataillon colonial". En Libye, à partir de 1937, année de l'annexion de la colonie au territoire métropolitain italien et de l'extension correspondante de la citoyenneté à tous les Libyens, la désignation utilisée pour les unités d'infanterie est devenue "Bataillon d'infanterie libyen".
D'abord infanterie légère, ils disposent à partir de 1922 d'unités avec des voitures blindées et des unités de chameaux, les Meharistes. Des unités d'Ascari ont également été établies en Libye, mais ont été dissoutes lors de la répression de la révolte des Sanousites (1923-1931) en raison de fréquents épisodes de rébellion.
Le salaire de l'ascari au moment de la bataille d'Adoua (1896) était d'une lire et demie par jour. L'Érythrée a fourni le plus grand nombre d'ascendants, qui sont finalement devenus le plus grand "produit" de la colonie : en 1935, 40% de la population masculine adulte était engagée militairement.
Le 1er juillet 2004, sous le haut patronage du ministre des Affaires étrangères Franco Frattini et du ministre des Affaires étrangères de l'État d'Érythrée Alì Said Abdalla, l'ambassadeur italien Emanuele Pignatelli et l'honorable Luigi Ramponi, président du "Centro Studi Difesa e Sicurezza" (Centre d'études de défense et de sécurité), ont inauguré une exposition consacrée à l'Ascari. érythréen à la "Casa degli Italiani" d'Asmara.

## Batailles
Protagonistes de presque toutes les batailles liées à la conquête de l'Érythrée et en particulier de la bataille de Coatit, les ascari participent à toutes les batailles de la guerre d'Abyssinie ; le quatrième bataillon, commandé par le major Pietro Toselli, est complètement anéanti à Amba Alagi ; les troupes ascari sont ensuite largement employées au siège de Macallè puis à la bataille d'Adua. A Adua, les ascari étaient un peu plus de 4 000 au total et un millier d'entre eux sont morts, tandis que mille autres ont été blessés et 800 faits prisonniers. Parmi eux, seuls les ascari de Tigrinya ont été mutilés de la main droite et du pied gauche. Selon certains[citation nécessaire], c'est l'impératrice " sanguinaire " Taitù qui a voulu cette punition, selon d'autres c'est l'Abuna Matteos X, qui a imposé l'application de la loi Fetha Nagast. En revanche, les ascendants soudanais, somaliens, dancaliens et musulmans côtiers sont épargnés : les Abyssins considèrent les Tigres comme des déserteurs et les punissent. Les 406 amputés qui sont rentrés en Érythrée ont reçu 1 000 lires comme pension à vie.
À partir de 1932, ils sont employés en Libye pour maintenir l'ordre dans la nouvelle colonie. Ils ont été impliqués dans la guerre en Éthiopie en 1935 où 60 000 ascari érythréens ont été engagés (également avec deux divisions : la 1ère division érythréenne et la 2ème division érythréenne) et à partir de 1940 contre les Britanniques.
Ascari ne se réfère généralement qu'aux troupes d'infanterie, mais cette définition a été étendue, notamment par les journalistes, également aux spahis, troupes de cavalerie coloniale.
Leur comportement lors du siège d'Amba Alagi en 1941 mérite d'être rappelé. En fait, lorsque le duc d'Aoste, vice-roi d'Éthiopie, a autorisé leur démobilisation et leur retour chez eux pour éviter un emprisonnement britannique sévère et la menace britannique de représailles contre leurs familles, étant donné l'épuisement total imminent des munitions, la quasi-totalité des ascari - à l'exception de cas sporadiques - ont préféré rester aux côtés de leurs officiers, combattant avec acharnement jusqu'à l'inévitable capitulation finale. Ils ont participé à la guérilla italienne en Afrique de l'Est, menée contre les troupes britanniques par quelque 7 000 soldats et ascendants italiens qui ont refusé de se rendre après la chute de Gondar en novembre 1941. Cela a duré jusqu'au début de l'automne 1943.
En 1940, il y avait 256 000 ascari dans le Regio Esercito, dont 182 000 ont été recrutés en Afrique orientale italienne et 74 000 en Libye. D'une manière générale, lors des combats de la Seconde Guerre mondiale, les ascari érythréens n'ont pas voulu se rendre, même lorsqu'ils étaient isolés et acculés, se battant avec courage et détermination, souvent jusqu'à épuisement de leurs munitions.

## Uniformes
L'uniforme des ascaris érythréens, de sa fondation jusqu'aux années 1920, se composait d'un tarbouche en feutre avec un nœud et une frise selon la spécialité et la répétition des grades; d'une blouse blanche aux genoux ; d'une demi-veste en toile ; d'un pantalon aux genoux (" senafilò ") ; de jambières en toile brute fermées sur les côtés par 9 boutons ; d'une ceinture distinctive (" etagà ") en laine colorée, longue de 2,5 mètres et large de 40 cm. La couleur de la ceinture, qui se reflétait également sur le ruban tarbouche, identifiait les divisions : elle était:
- rouge pour le 1er Bataillon,
- bleue pour le 2e Bataillon,
- cramoisie pour le 3e Bataillon,
- noire pour le 4e Bataillon,
- écossaise pour le 5e Bataillon,
- verte pour le 6e Bataillon,
- blanche pour le 7e Bataillon,
- jaune pour le 8e Bataillon.

Les combinaisons de couleurs augmentent avec le nombre d'unités, avec des bandes verticales, horizontales et, pour les escadrons de cavalerie indigènes, écossaises ; pour ces derniers, la ceinture orne également le tarbouche, ainsi qu'une plume de faucon,. Les mêmes couleurs sont reprises sur les fils des épaulettes des officiers nationaux qui dirigent les unités.
À partir des années 1920, l'uniforme a connu une évolution similaire à celle de l'uniforme national colonial, en toile blanche ou kaki, le système de bande distinctif restant en place. Les bandes mollettières ou les jambières étaient souvent portées pieds nus : conformément à la tradition, les chaussures étaient facultatives. Lorsqu'elles sont présentes, elles peuvent consister en des sandales ou des bottes.
Alors que pour les ascaris d'Afrique de l'Est (Érythrée, Somalie et AOI), le couvre-chef d'ordonnance était le tarbouche ou, pour les bataillons musulmans (par opposition aux coptes), le turban avec une bande aux couleurs du bataillon, les ascaris libyens portaient le fez (ou plutôt la " tachia ") de feutre rouge grenat avec un nœud bleu et une " sous-tachia " blanche.
Les grades et les insignes étaient portés sur un triangle de tissu noir sur l'épaule et le tarbouche. Seul le personnel national portait les étoiles militaires, comme signe distinctif du statut militaire du citoyen italien. À partir de 1939, la colonie libyenne étant devenue territoire national à toutes fins utiles (en tant que province de Tripoli et de Benghazi), les ascaris libyens portent également les étoiles militaires.

## Équipement
Conformément à la réglementation, les armes de portage et les bandoulières étaient du type réglementaire du Regio Esercito, en cuir naturel. L'armement individuel des troupes était constitué de fusils et de mousquets avec baïonnettes des modèles Vetterli Mod. 1870 et Vetterli-Vitali Mod. 1870/87, qui n'ont jamais été complètement remplacés par le Carcano Mod. 91. Les sciumbasci, assimilés à des sous-officiers, étaient également armés de revolvers Chamelot-Delvigne Mod. 1874 ou Bodeo Mod. 1889 (ainsi que les "curbasc"). Les escadrons de cavalerie étaient également armés du sabre de cavalerie Mod. 71 et de la lance de cavalerie Mod. 1860 dont la hampe en frêne était remplacée par du bambou. Les armes blanches étaient flanquées de poignards et d'épées traditionnels, tels que le billao et le shotel.

## Spécialités, armes et services
La désignation ascari a été étendue à tout le personnel colonial non seulement du Regio Esercito (Armée royale), mais aussi de la Regia Marina (Marine royale), de la Regia Guardia di Finanza (Garde royale des Finances), de la Regia Aeronautica (Armée de l'air royale), de la Polizia dell'Africa Italiana (Police de l'Afrique italienne) et de la Milizia Forestale (Milice forestière).

### Regio Esercito

#### Infanterie coloniale
Elle constituait la grande majorité des forces coloniales des bataillons indigènes. Les bataillons se distinguaient par les combinaisons de couleurs et le motif, en bandes verticales ou horizontales, de l'écharpe distinctive et la couleur de l'arc tarbusc.

#### Cavalerie coloniale: les "plumes de faucon"
En Afrique de l'Est, les ascari ont d'abord formé les 1er et 2e escadrons de cavalerie érythréens, puis les groupes d'escadrons de cavalerie indigènes. Les bandes distinctives étaient constituées de bandes alternées de couleur unie - différente pour chaque groupe d'escadrons - et écossaise, également portées autour du tarbusc ou turban, et pour la plume de faucon sur le tarbusc lui-même, d'où le surnom. La frise était celle, métallique, des lanciers. En Libye, la cavalerie régulière n'était pas composée d'ascaris mais de savaris.

#### Artillerie coloniale

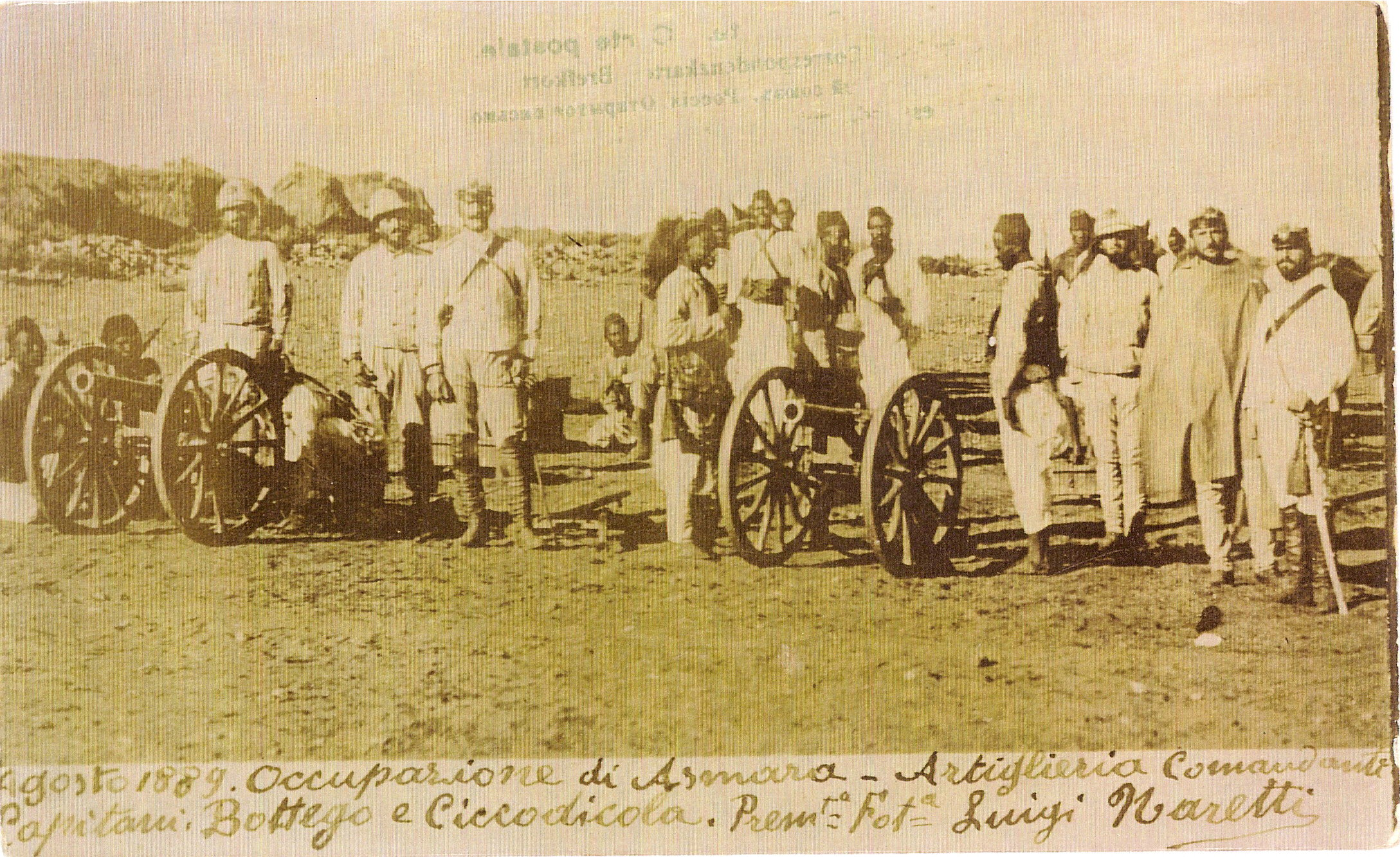
Batterie coloniale pendant l'occupation d'Asmara

Les premières batteries d'artillerie de montagne ont été créées en 1890 et armées du 7 BR Ret. Mont. et plus tard avec le 70/15. Ils avaient l'écharpe jaune, l'arc jaune tarbusc et la frise d'artillerie de montagne.
Après 1913, l'artillerie coloniale d'Afrique de l'Est et du Nord est réorganisée en:
- groupes montés ou à dos de chameau : armés de pièces d'artillerie de montagne 65/17 et 75/13 ; ils avaient l'écharpe jaune, la flèche jaune et la frise d'artillerie de montagne[5].
- compagnies d'artillerie et de position : armées de canons de campagne, de canons lourds et d'obusiers ; elles portent l'écharpe jaune, la flèche jaune et la frise d'artillerie de campagne[5].

#### Génie colonial
Le personnel indigène des Compagnies mixtes du génie colonial, établies depuis 1892. 

Les unités de la colonie érythréenne et somalienne avaient la ceinture cramoisie, le gland noir et la frise composée de deux haches croisées surmontées d'une grenade à flamme droite. 

Les unités libyennes avaient le brassard rayé vertical cramoisi et noir et la frise tachia composée de deux haches croisées et d'une grenade avec une flamme courbée au vent et une cocarde verte. 

À partir de 1939, une frise unique avec des haches, une grenade à flamme courbe et un cornet a été introduite.

#### Corps motorisés colonial
À partir de 1933, des Autoreparti mixtes sont créés. Les ascendants du corps automobile avaient une ceinture marron clair (café au lait) et un nœud de la même couleur. La frise était une cornette avec une croix de Savoie et des cordons noués en nœud d'amour, surmontée d'une roue ailée.

#### Train d'artillerie coloniale
Les ascaris du train d'artillerie se distinguaient par l'écharpe jaune et le ruban jaune et rouge.

#### Subsistance
Les ascaris de subsistance avaient une ceinture jaune et un ruban noir.

#### Santé coloniale
Les ascari ont servi dans les sections sanitaires de la guerre d'Érythrée à la Seconde Guerre mondiale, ainsi que dans les divisions nationales opérant dans les colonies. Ils se distinguaient par le brassard international de la santé et la frise du corps de santé composée d'une étoile couronnée avec une croix rouge au centre. L'écharpe et le ruban distinctifs étaient blancs.

### Regia Marina
Du personnel autochtone a été utilisé sur les navires de guerre italiens dès les premières années des colonies dans la Corne de l'Afrique, car la navigation en mer Rouge nécessitait des pilotes de port, des interprètes et des ouvriers. Pour contrer la menace de la piraterie et de la marine ottomane, la Regia Marina a mis en place en 1902 un certain nombre de boutres armés, dont les équipages étaient constitués d'ascendants de la marine. L'enrôlement était volontaire parmi les Erythréens, les Somaliens puis les Libyens âgés de 16 à 30 ans. Outre les équipages maritimes de la flotte de la mer Rouge, les ascaris servent également dans le corps des capitaines de port.
L'uniforme des ascaris de la marine se composait d'un solin, d'un fichu et d'un cordon sur le camisaccio prescrit pour les marins nationaux, dans les couleurs réglementaires bleu et blanc et en kaki colonial, avec la ceinture bleue distinctive. Les rangs sont de couleur bleue, avec le triangle de tissu porté sur le bras, le sommet pointant vers le bas plutôt que vers le haut, comme dans les ascaris terrestres. Les habituels tarbush et tachia en feutre rouge avaient des nœuds bleus. Sur ces derniers était fixé le ruban de soie noire brodé de l'inscription "Regia Marina" ou du nom du navire ; pour les ascaris des capitaineries d'Afrique orientale, l'inscription était "R. Capitanerie di Porto", tandis qu'en Afrique occidentale, le ruban du tachia portait l'inscription "R. Cap. di Porto" ou "Marina di Porto". En Somalie, les indigènes militarisés du service des phares portaient lesdits uniformes avec une ceinture distinctive bleue et blanche à rayures verticales, avec un tarbusc garni d'un nœud bleu et blanc et d'un ruban portant les mots " Servizio Fari " (Service des phares).
Comme les ascaris terrestres, les ascaris navals ne portaient pas d'étoiles militaires sur les coins du seuil. Ce n'est qu'à partir de 1939 qu'elles ont été accordées aux ascendants de la marine libyenne.

### Regia Aeronautica
Dès sa création en 1923, la Regia Aeronautica a engagé des ascaris pour les services au sol. Ils se distinguaient par la frise de l'armée de l'air sur le tarbusc ou le tachy et par la bande bleue de l'insigne. À partir de 1939, les Libyens ont également des étoiles militaires.

### Carabinieri Reali
Les carabiniers royaux, première arme de l'armée royale, ont été les premiers à enrôler des réguliers indigènes, appelés zaptié. Le terme est dérivé du turc zaptiye (police), qui désignait la police montée ottomane recrutée sur l'île de Chypre. Engagés pour la première fois en 1888 en Érythrée, ils ont également été recrutés dans toutes les autres colonies.

### Regia Guardia di Finanza
Le premier contingent de la Regia Guardia di Finanza (RGdF) arrive à Massaoua en 1886, quatre ans après l'achat de la baie d'Assab par le gouvernement italien, pour organiser les services douaniers avec la collaboration d'ascari et de civils érythréens. En décembre 1886, le premier noyau de 35 Basci-buzuk (Bulucbasci) est formé sous le commandement d'un jusbasci chargé de la police des douanes. En 1888, les basci-buzuk ont été remplacés par des ascaris réguliers. En 1891, la Garde des finances d'Érythrée a aligné un bimbasci, 5 bulucbasci et 52 ascari, tant dans le service terrestre que naval, qui ont ensuite formé le Corps indigène de la Garde des douanes en 1932. Même dans les ports libyens, la Finance enrôle des ascendants qui restent en service jusqu'à la fin de la Seconde Guerre mondiale.
Les insignes des financiers ascaris de l'Afrique de l'Est, sur les uniformes coloniaux blancs ou kaki, étaient : la bande d'insigne verte avec des bordures jaunes, la frise métallique RGdF sur le tarbusc, le gland jaune et vert, les contre-épaulettes vertes enfilées en jaune et les flammes jaunes (sans étoiles militaires) sur le col. Les chameliers enturbannés portaient une ceinture verte bordée de jaune.
Les insignes des ascaris financiers nord-africains étaient la bande d'insigne avec des bandes verticales jaunes et vertes, le col vert avec des flammes jaunes (avec des étoiles militaires à partir de 1939), les épaulettes kaki enfilées en jaune, la frise RGdF et le gland noir sur le tachy.
Les ascaris de la marine de la RGdF avaient un seuil de smock bleu ou blanc bordé de deux bandes jaunes et d'un ruban de soie noir avec "R. Guardia di Finanza" brodé sur le tarbusc ou tachy.

### Commissariati di Pubblica Sicurezza
Dès 1904, les commissariats de sécurité publique (commissariati di Pubblica Sicurezza) des colonies enrôlent des gardes indigènes et des "Gogles" somaliens. Ces forces ont ensuite été remplacées par la police de l'Afrique italienne (Polizia dell’Africa italiana) en 1937.
Les insignes étaient le ruban tarbusc tricolore (vert, blanc et rouge) ou la frise du turban, également tricolore, ainsi que la bande rouge de l'insigne. La frise du couvre-chef était constituée de la lettre initiale couronnée de la ville du commissariat.

### Guardie Carcerarie Somale
Les Gardes pénitentiaires somaliens (Guardie Carcerarie Somale ), formés en 1922, avaient l'écharpe noire avec un ruban blanc, puis à partir de 1929 l'écharpe et le ruban rouges.

### Milizia Forestale Indigena
En 1936, la Milice forestière autochtone (Milizia Forestale Indigena) est réorganisée en neuf légions nationales et deux légions coloniales : la 10e légion à Tripoli et la 11e légion à Addis-Abeba. La troupe de ces derniers, organisée en cinq noyaux autonomes, était composée d'ascari. L'uniforme était caractérisé par la frise de milice sur le tarbuscule et par un nœud et une ceinture verts.

### Polizia dell'Africa Italiana
La Police de l'Afrique italienne (Polizia dell'Africa Italiana - PAI) a été créée en 1937 en tant que force de police coloniale pour le nouvel Empire italien, avec une inspection générale à Tripoli et une autre à Addis-Abeba. Le personnel, tant en Libye qu'en Afrique orientale italienne, a été enrôlé parmi les nationaux et les autochtones, qui ont combattu avec courage pendant la Seconde Guerre mondiale.
L'équipement se composait du mousquet Carcano Mod. 91, du pistolet semi-automatique Beretta Mod. 34 et du Billao PAI. L'uniforme des ascaris de police, blanc en été et kaki en hiver, se distinguait par la ceinture distinctive et le ruban tachy et tarbusc bleu de Savoie ; par le col de l'uniforme de même couleur, sur lequel, au lieu des bandes de licteur du personnel national, les ascars de police portaient des nœuds savoyards brodés en or ; Le triangle supportant les grades était également bleu Savoie et portait également l'insigne de spécialité (escadron vice-royal, bandes de police, police portuaire, police de la circulation, corps musical) ; sur le tachy libyen et le tarbusc AOI, ils portaient la cocarde tricolore avec la frise PAI (aigle couronné avec bouclier de Savoie sur la poitrine et nœud de Savoie entre les serres) et, pour les unités montées, la plume de faucon. La même frise a été imprimée sur du tissu bleu sur le turban des troupes de chameaux somaliennes.
L'uniforme des "Lancieri Azzurri" de l'escadron vice-royal était caractérisé par un tarbusc bleu de Savoie avec une plume noire, enveloppé dans un turban de soie bleue également. En bleu, il y avait aussi les poignées et la farmula.

## Traitement économique
Depuis 1950, le gouvernement italien accorde aux ascaris une pension de 100 euros par an (200 euros pour les invalides), pension qui n'est pas réversible car beaucoup d'entre eux ont plus d'une épouse.
Aujourd'hui encore, les survivants se rendent dans les ambassades italiennes pour percevoir leur subvention ; en 1993, environ 1 100 ascari vivaient encore en Érythrée, en 2006, il en restait environ 260. Un ascaro vit en Italie.

## Monuments
L'Italie a consacré une statue de bronze bien en vue aux Ascari dans le complexe monumental de Syracuse dédié aux Italiens tombés en Afrique ; un autre monument dédié aux Ascari se trouve dans les Abruzzes, mais ce ne sont pas les seuls dans le pays, y compris les organismes publics et militaires qui ne sont pas toujours visibles ou accessibles au public.

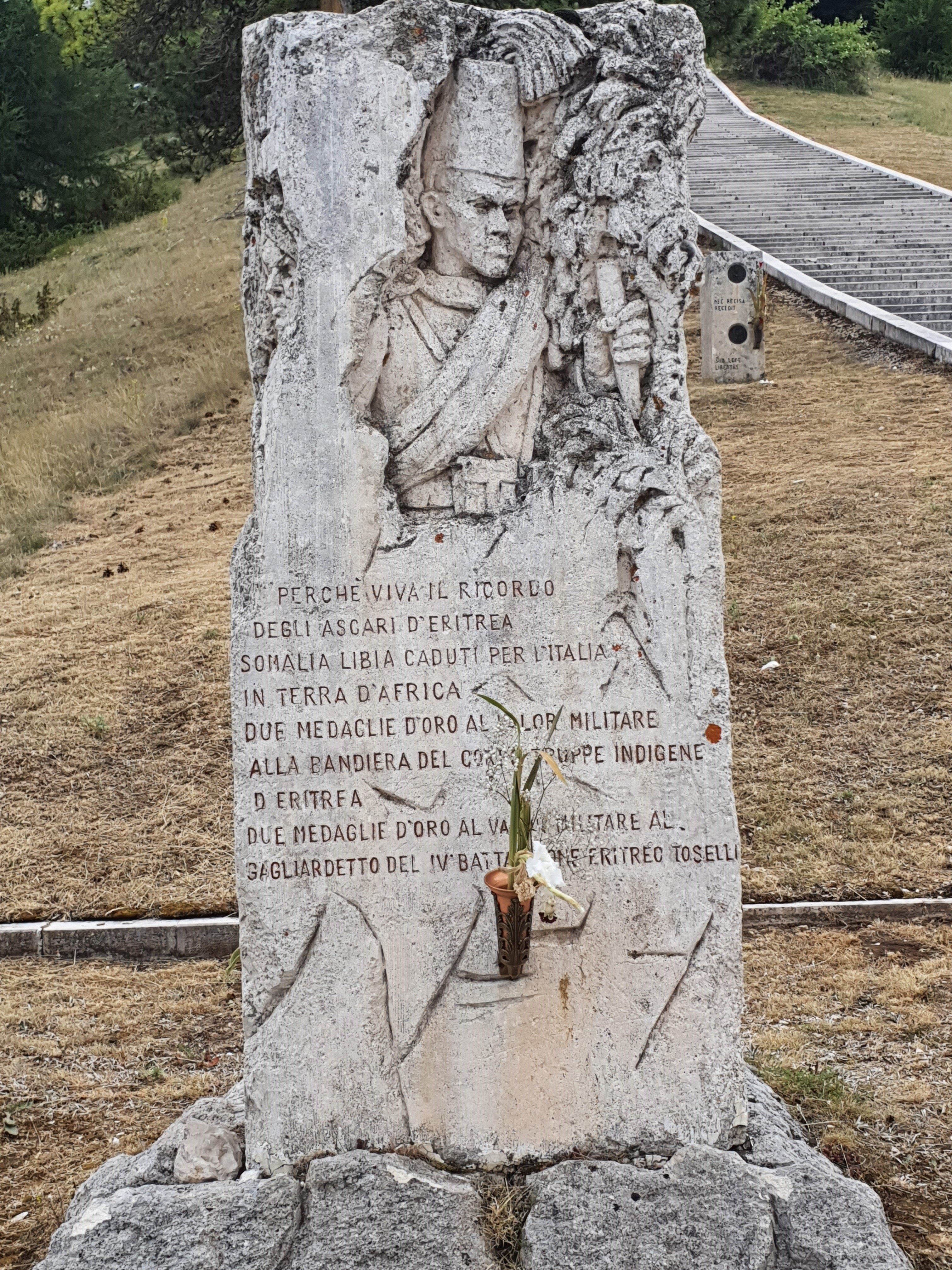
Mémorial aux ascari dans les Abruzzes
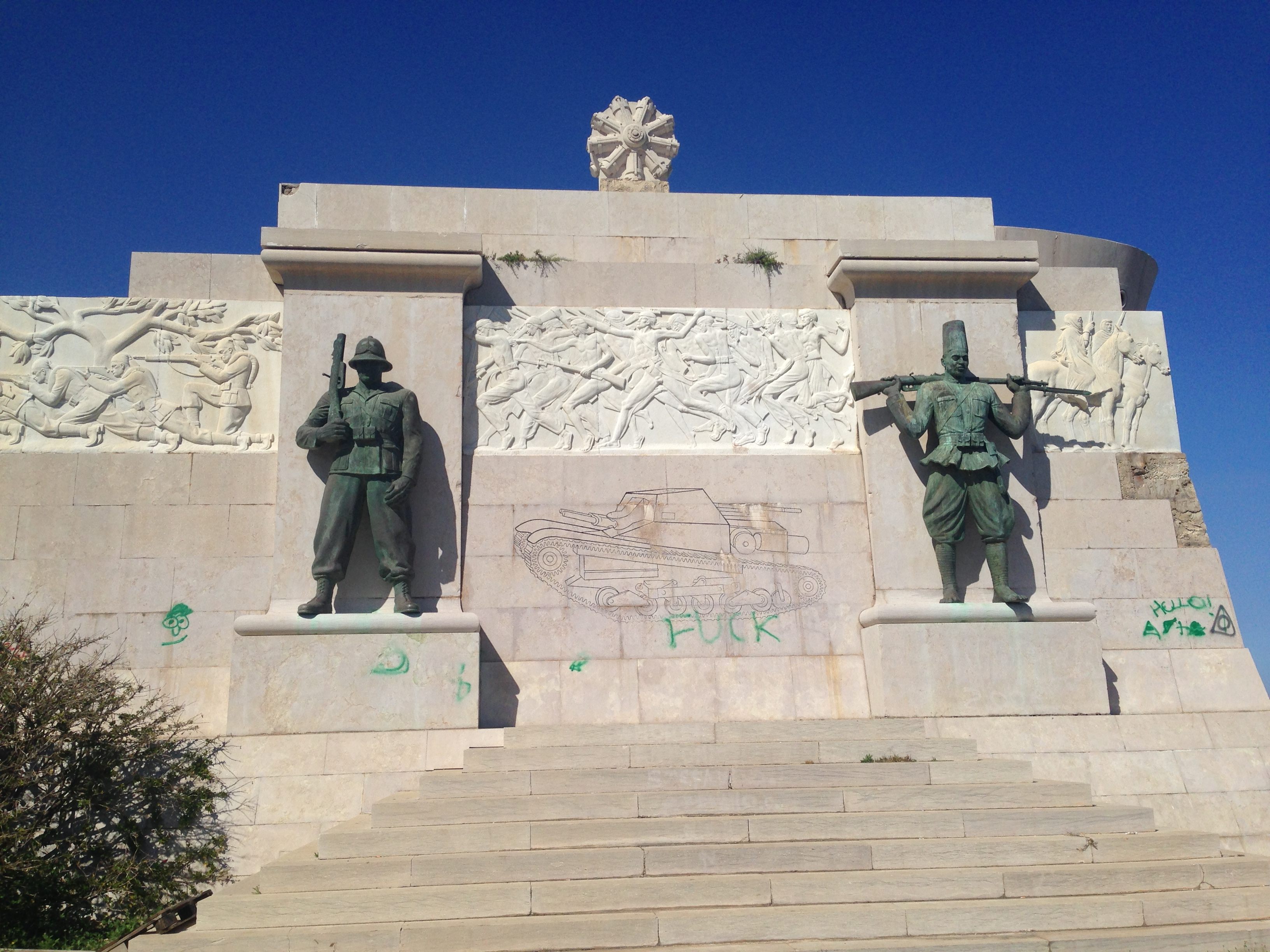
Monument aux Italiens tombés en Afrique à Syracuse

## Néologisme
En Italie, le terme "àscari" est parfois utilisé pour définir les parlementaires qui obéissent sans réserve à toutes les directives de leur chef de groupe ou de leur chef de parti.

## Source
- (it) Cet article est partiellement ou en totalité issu de l’article de Wikipédia en italien intitulé « Àscari » (voir la liste des auteurs).